# Kazimierz Korabiński
Kazimierz Korabiński, ps. Herian (ur. 10 lipca 1949 w Skawinie) – polski działacz opozycji antykomunistycznej.

## Życiorys
Kazimierz Korabiński urodził się 10 lipca 1949 roku w Skawinie.
Był aktywnym działaczem podziemnej organizacji antykomunistycznej. Od 1980 roku działa w strukturach NSZZ „Solidarność”.

### Lata 1967–1981
1967–1981 pracował jako górnik w Kopalni Węgla Kamiennego „Murcki” Rejon „Boże Dary” w Katowicach – Kostuchnie (wcześniej noszącej nazwę „Boże Dary”). 1970–1973 był czynnym ratownikiem Okręgowej Stacji Ratownictwa Górniczego w Tychach. 3 IX 1980 r. współorganizator (wraz z Mieczysławem Sędzikowskim i Bronisławem Stryczkiem) strajku okupacyjnego na KWK „Murcki” Rejon „Boże Dary” w Katowicach – Kostuchnie. 3 IX 1980 uczestnik strajku okupacyjnego w KWK „Manifest Lipcowy” Jastrzębie-Zdrój, przedstawiciel KWK „Murcki” przy podpisywaniu Porozumień Jastrzębskich z Komisją Rządową. 4 IX 1980 r. współorganizator Zakładowej Komisji Robotniczej na KWK Murcki, 24 X 1980 r. Komisji Zakładowej a od 10 XI NSZZ „Solidarność”. VI 1981 r. przeszedł na rentę inwalidzką i zamieszkał w Skawinie. W nocy 12/13 XII 1981 r. został wyprowadzony przez czterech milicjantów z miejsca zamieszkania na komendę MO przy ul. M. Skłodowskiej – Curie w Skawinie. Objęty akcją „Klon” był przesłuchiwany i po 6 godzinach uwolniony. Już 17 XII 1981 r. wykonał i rozklejał wraz ze Zbigniewem Kupcem ulotki na terenie Skawiny o treści – NIE DAJMY SIĘ ZNIEWOLIĆ... WOLNOŚĆ NIEDŁUGO NADEJDZIE... SOLIDARNOŚĆ MAŁOPOLSKA.

### Lata 1982–1989

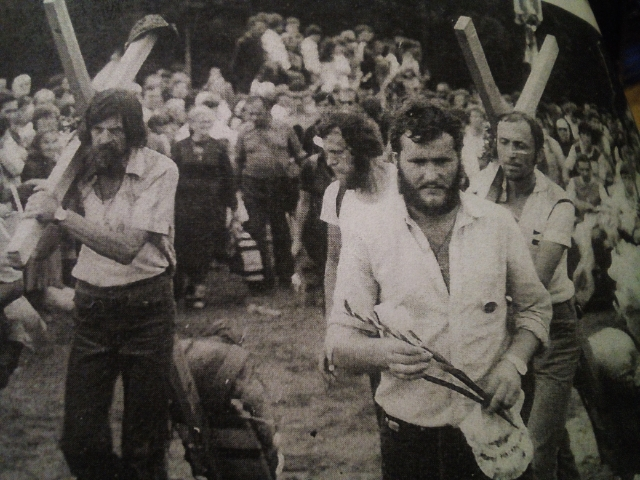
Sierpień 1982 rok – Kazimierz Korabiński (po prawej) i Mieczysław Majdzik (po lewej) podczas pielgrzymki do Częstochowy dźwigali na ramionach 2,5 metrowe krzyże drewniane

XII 1981 – 1989 w podziemnych strukturach Solidarności. 1983 r. założyciel Związkowej Niezależnej Oficyny Wydawniczej („ZNOW”) – we współpracy z Henrykiem Holfeierem, Małgorzatą Feill, Andrzejem Hajdą, Markiem Ciaputą. Drukarz kart świątecznych, kalendarzy, śpiewników, kopert i znaczków poczty podziemnej, ulotek i pism. Z Krzysztofem i Emilią Krcha drukował „Merkuriusza Krakowskiego”, pisma „6 sierpnia” - 3 numery, (w mieszkaniu przy ul. Siemiradzkiego 13 w Krakowie na zlecenie redaktora Wojciecha Pęgla z KPN). Druk legitymacji do Huty Lenina i do elektrowni Skawina wraz z Krzysztofem i Emilią Krcha. Dla ks. A. Chojnackiego z Juszczyna dodruk (kilkakrotnie) wraz z Markiem Ciaputą „Hutnika” i „Tygodnika Mazowsze”. Kolporter „Hutnika”, „Tygodnika Mazowsze”, „PWA”, „Opinii Krakowskiej”, „Myśli Nieinternowanych”, „6 sierpnia”. 1982–1989 autor linorytów o tematyce religijno-patriotycznej. Organizator wystaw linorytów prezentowanych na terenie kościołów w ramach Tygodnia Kultury Chrześcijańskiej pod nazwą "Wiara, Miłość, Patriotyzm w linorycie” (X 1984 Sosnowiec, VII 1985 Rabka, III 1987 Juszczyn, V-VI 1987 Warszawa, IX 1987 Kraków). X 1984 organizator (wraz z ks. dr. Andrzejem Zwolińskim) spotkań, wykładów Anny Walentynowicz w Skawinie i Andrychowie. W różnych okresach lat 80. malował na murach znaki Polski Walczącej, „SW”, KPN i hasła nawiązujące do walki z reżimem. 1985 r. autor i nadawca listu otwartego do Wojciecha Jaruzelskiego (w jego treści K.K. nazwał go despotą), organizator zbierania podpisów m.in. dotyczących przywrócenia związku zawodowego „Solidarność”, spraw socjalnych w Skawinie, o uwolnienie więźniów politycznych. VI 1985 r. uczestnik rotacyjnej głodówki w kościele w Krakowie – Bieżanowie. XI 1988 r. pobity podczas manifestacji patriotycznej w Katowicach, nast. 11–16 XI uczestnik głodówki w archikatedrze Chrystusa Króla w Katowicach o przywrócenie do pracy 152 górników śląskich kopalń, zwolnionych po strajkach sierpniowych w tym samym roku. V 1988 sygnatariusz z ramienia ZNOW Porozumienia Niezależnych Organizacji Małopolski zawartego w klasztorze oo. Dominikanów w Krakowie. Kilkakrotnie zatrzymywany, wielokrotnie przesłuchiwany, objęty zakazem wyjazdu do wszystkich krajów świata, kontrolą korespondencji i rozmów telefonicznych. 17 I 1988 r. został zatrzymany na terenie byłego obozu koncentracyjnego Auschwitz (a później oskarżony i skazany z art.52a) za złożenie pod ścianą śmierci kwiatów ozdobionych szarfą z napisem: „Solidarność. Wolność. Niepodległość. ZNOW” i za wystawienie transparentu „Love Solidarność” w obecności kilkudziesięciu oficerów ZSRR oraz siedmiu laureatów Pokojowej Nagrody Nobla. Po zatrzymaniu funkcjonariusz SB przystawił mu broń do skroni, a w czasie przesłuchania brutalnie znęcał się psychicznie. W 1987 r. podczas pielgrzymki papieża Jana Pawła II w Warszawie w kościele św. Stanisława Kostki jako jedyny wystawił flagę z logo „S”. W VIII 1982 roku wraz z Mieczysławem Majdzikiem odbył pieszą pielgrzymkę ze Skawiny do Częstochowy w intencji zastrzelonych górników KWK „Wujek”, niosąc kilkumetrowy krzyż z napisem „Solidarność”. W trakcie pielgrzymki rozdawał ulotki informacyjne o tej tragedii. W 1983 r. pomagał w organizacji wystawy obrazów patriotyczno-religijnych – pochodzących od Jerzego Kossa z USA – na terenie klasztoru oo. Dominikanów w Krakowie. 1 V 1988 r. w czasie strajków majowychzostał aresztowany za udział w demonstracji w Nowej Hucie – ukarany z art. 50 KW. W III 1988 r. był współorganizatorem Społecznego Komitetu Budowy Pomnika Górników, którzy zginęli na KWK „Wujek”, a od 1989 r. współuczestnikiem Społecznego Komitetu Budowy Ku Czci Górników KWK „Wujek” w Katowicach. 1989 r. brał udział w pracach KO „S” w Skawinie, uczestnik kampanii wyborczej, druk ulotek, mąż zaufania w komisji wyborczej. Od 1989 r. w reaktywowanej „S”. I 1989 r. – 1992 r. przewodniczący Komisji Terenowej nr 2304 Emerytów i Rencistów NSZZ „S” w Skawinie i od 1990 r. działającej jako komisja międzyzakładowa – prawdopodobnie jedyna Komisja „S” w Polsce, niezależna od pracodawcy. 1989–1990 r. delegat Tymczasowej Krajowej Komisji Koordynacyjnej NSZZ „S” EiR, 1989–1992 r. delegat na WZD RM. 1989 r. inicjator akcji dot. usunięcia pomnika Lenina i zmiany nazw ulic w Skawinie. Od IV 1990 r. przewodniczący małopolskiego oddziału (w Skawinie) Komitetu Budowy Pomnika Górników poległych na KWK Wujek 16 XII 1981 roku. Przeciwnik „okrągłego stołu”, „grubej kreski” i funkcjonowania związków zawodowych na terenie zakładów pracy. Zwolennik związków zawodowych windykacyjno – ustawodawczych niezależnych od pracodawcy. W latach 80. był inwigilowany przez Służbę Bezpieczeństwa, Milicję i tajnych współpracowników SB (został uznany za osobę pokrzywdzoną). Rozpracowywany przez MUSW w ramach SOR kryptonim „Dozorca” oraz Inspektorat 2 SB MUSW Gdańsk i Biura Studiów SB MSW w Gdańsku SOR- kryptonim "Gniazdo".

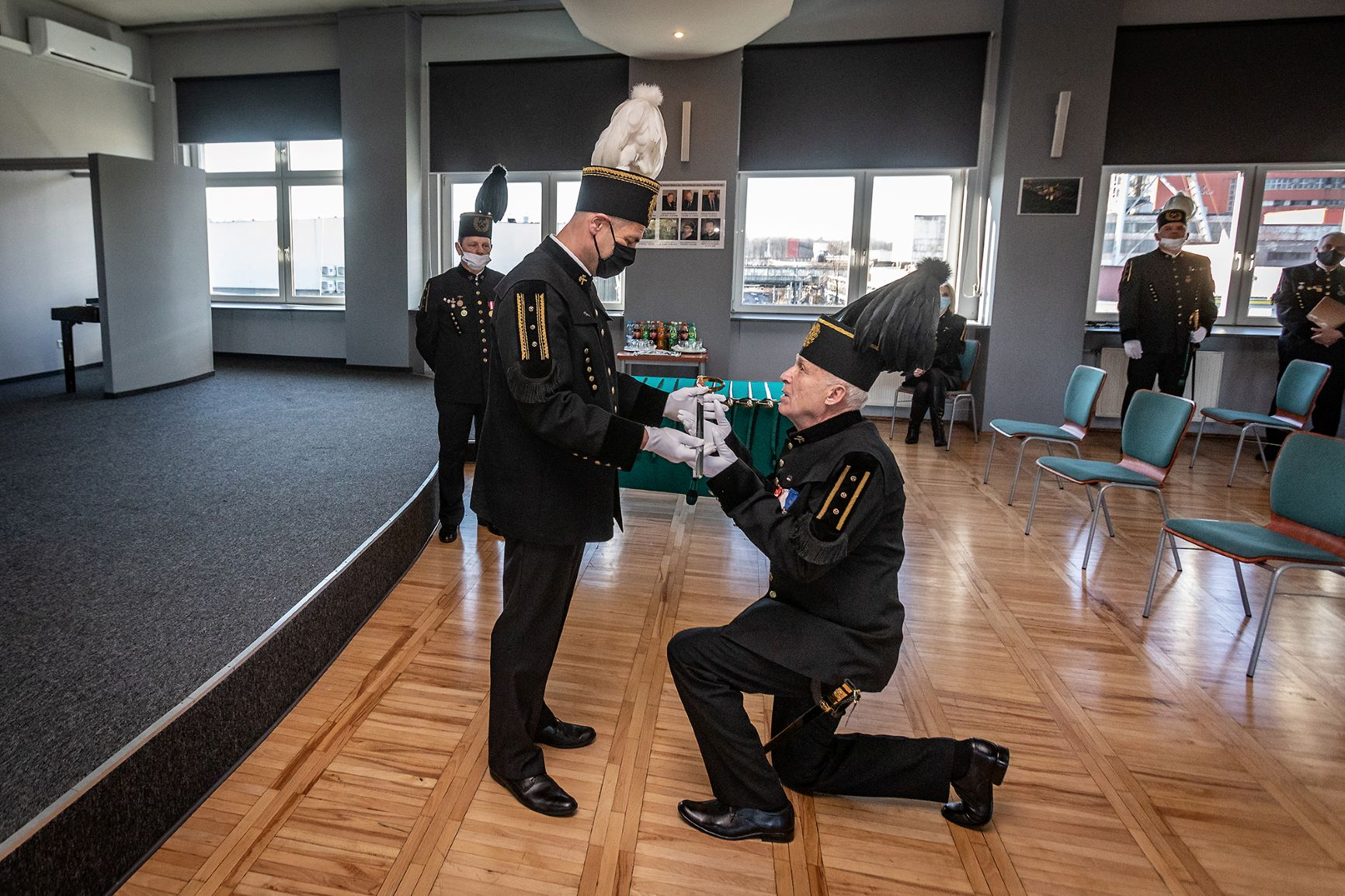
2021 r. – przyznanie Honorowej Szpady Górniczej Kazimierzowi Korabińskiemu

### Lata 1990–2022

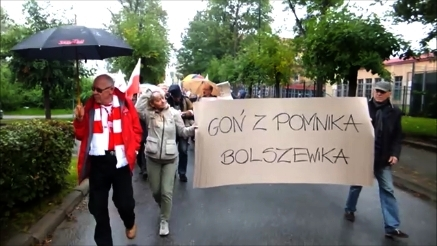
27 IX 2014 r. Nowy Sącz – Przemarsz ulicami Nowego Sącza pod Komendę Policji w celu uwolnienia Zygmunta Miernika, który został aresztowany podczas manifestacji pod pomnikiem Chwały Radzieckiej. Od lewej – Jacek Smagowicz, Katarzyna Schejbal – Dereń, Kazimierz Korabiński

W nocy z 12/13 grudnia w latach 2009–2013 wraz z Krakowskimi i Śląskimi Konfederatami Polski Niepodległej uczestniczył w całonocnych protestach pod domem Wojciecha Jaruzelskiego, a po jego śmierci w roku 2014 pod domem Czesława Kiszczaka. W XI 2010 r. otrzymał dokumenty z Instytutu Pamięci Narodowej. III 2012 r. uczestnik głodówki w kościele św. St. Kostki w Krakowie – Dębnikach, okupacji Kuratorium Oświaty w Krakowie, a także V 2012 okupacji dziedzińca Ministerstwa Edukacji Narodowej w Warszawie przeciwko degradacji polskiej edukacji. Współzałożyciel stowarzyszenia Ruch Edukacji Narodowej. Uczestnik Obywatelskiej Komisji Edukacji Narodowej. IX 2014 r. brał czynny udział wraz z grupą opozycjonistów w akcji likwidacji pomnika chwały Armii Czerwonej w Nowym Sączu. Do dziś jest aktywny na rzecz suwerenności i niepodległości Rzeczypospolitej Polski.

## Autor wystaw patriotyczno-edukacyjnych[31]
- w 2012 roku w Skawinie wraz z Leszkiem Jaranowskim[32] – wystawa pt. „Od wolnego słowa do wolności”[1][5][13],
- w 2012 roku w Krakowie wraz z Katarzyną Schejbal – Dereń[14] – wystawa pt. „Zapomniani”[1][5][33],
- w 2014 roku w Wiedniu wraz z Katarzyną Schejbal – Dereń – wystawa pt. „Zapomniani”, „Poczta podziemna 1982–1989”[1][5],
- w 2015 roku w Krakowie wraz z Katarzyną Schejbal – Dereń – wystawa pt. „Protest Głodowy w Bieżanowie Starym 1985”[1][5][34],
- w 2015 roku w Melbourne wraz z Zofią Kwiatkowską – Dublaszewską[35] (członkini Związku Polskich Więźniów Politycznych w Australii) – wystawa pt. „Poczta Podziemna w Polsce 1982–1989”[1][5].

## Współautor biogramów
Współtworzył wraz z Justyną Domagalską i Katarzyną Schejbal – Dereń biogramy działaczy opozycji antykomunistycznej tzw. „Zapomnianych” m.in. Henryk Holfeier, Maria Holfeier, Antoni Szczypczyk.

## Przynależność do stowarzyszeń
- Światowy Związek Armii Krajowej[5][39],
- Konfederacja Polski Niepodległej „Niezłomni”[5][40].

## Odznaczenia
- w 1976 roku – Brązowy Krzyż Zasługi[5][41],
- w 1988 roku – Medal Plus Ultra za działalność w podziemiu[5][42],
- w 2012 roku – Medal za zasługi dla Małopolskiej Solidarności[5][43],
- w 2016 roku – Krzyż Oficerski Orderu Odrodzenia Polski[5][44],
- w 2017 roku – Medal Komisji Edukacji Narodowej[5][45],
- w 2017 roku – Krzyż Wolności i Solidarności[5][46],
- w 2017 roku – Krzyż Niezłomny Niepokorny w latach 1956–1989 nadany przez Solidarność 80[5][47],
- w 2020 roku – Medal Stulecia Odzyskanej Niepodległości[48],
- w 2021 roku – Szpada Górnicza nadana przez Polską Grupę Górniczą za szczególne zasługi[49],
- w 2022 roku - Medal Pro Patria[50].